# Венгринович Степан
Венгринович Степан (7 квітня 1897, Хиринка — 19 червня 1954, Джонка) — український письменник, мемуарист, священник УГКЦ, вояк УГА. Слуга Божий.

## Біографія
Народився 7 квітня 1897 р. у с. Хиринці поблизу Перемишля в родині священника УГКЦ. Закінчивши Перемиську гімназію у 1915 р., хлопець розпочав теологічні студії у Перемишлі, згодом перевівся до Львова. Зробивши перерву в навчанні, воював у складі УГА (1918—1919). Влітку 1919 р. о. Степан потрапив у полон (Станіславівський табір).
Закінчив теологічний факультет Львівського університету, працював катехитом гімназії у Дрогобичі. У 1921 р. одружився з Софією, донькою священника, а у тому самому році він сам стає священиком. Рукоположив його митрополит Андрей у соборі святого Юра.
У 1927—1944 рр. працював у Сяноці, навчав українських дітей у польських школах; працював заступником директора Лемківського музею у Сяноці. У роки німецько-нацистської окупації був шкільним інспектором у Сяніцькому повіті. Обох синів священика (Оріон і Тирс) забрали до Німеччини на роботу (пізніше Оріон виїде до Австралії, де стане архітектором, Тирс — до Кракова, де стане відомим графіком; саме завдяки їм вийде автобіографічна книга «Добровільно»).
У 1946 р. переїхав із родиною до с. Ваньовичів поблизу Самбора, (де у парафіяльному домі жив його батько) потім до Самбора.
У 1948 р. був заарештований разом із дружиною. Спочатку, до травня 1950 року, був Бориславський «етапний лагер». Потім був відправлений до Хабаровського краю. Здоров'я отця Степана погіршувалось. Помер раптово 19 червня 1954 р. помер у с. Джонці Нанайського району (Хабаровський край).

## Творчість
- Венгринович С. Добровільно (спогади). — Мельбурн, 1989. — 207 с. [Архівовано 25 травня 2019 у Wayback Machine.]
- Венгринович С. о. Моя рідня. — Мельборн, 1994. — 119 с. [Архівовано 6 грудня 2019 у Wayback Machine.]

### Беатифікаційний процес
Від 2001 року триває беатифікаційний процес прилучення о. Степана Венгриновича до лику блаженних.